# (38724) 2000 QW129
2000 QW129 (asteroide 38724) é um asteroide da cintura principal. Possui uma excentricidade de 0.11799440 e uma inclinação de 6.07308º.
Este asteroide foi descoberto no dia 31 de agosto de 2000 por John Broughton em Reedy Creek.